# 立正大学硬式野球部
立正大学硬式野球部（りっしょうだいがくこうしきやきゅうぶ、Rissho University Baseball Club）は、東都大学野球連盟に所属する大学野球チーム。立正大学の学生によって構成されている。

## 創部
1949年（昭和24年）

## 歴史
1966年秋、3部リーグ戦で初優勝し、入替戦で学習院大を下し初の2部昇格。 
1993年秋、2部リーグ戦優勝。3年西口文也投手らの活躍で入替戦で東京農大に勝利し初の1部昇格を果たしたものの、翌1994年春、初の1部リーグ戦を最下位で折り返し、入替戦で国士舘大に敗れ1季で2部に降格した。同年秋、4年西口と1年広田庄司両投手らの活躍で2部リーグ戦で優勝し、入替戦で4年入来祐作投手らの亜細亜大に勝利し、再び1季で1部に復帰した。亜大は1部昇格以降で初の2部降格となった。
2007年春、入替戦で専修大に勝利し1部に復帰。翌翌2009年秋、4年小石博孝や3年南昌輝らの投手陣や4年赤堀大智らの打撃陣を擁して、1部リーグ戦で初優勝を飾る。続く第40回明治神宮野球大会でも決勝戦で明治大を破り勝ち上がってきた上武大を下し初優勝を遂げた。東都大学勢が神宮大会4連覇を果たす。
2010年春、4年南投手らを擁するも、入替戦で青山学院大に敗れ2部に降格。
2017年春、入替戦で専修大に勝利し1部に昇格。翌2018年秋、4年釘宮光希や2年糸川亮太らの投手陣、小郷裕哉と伊藤裕季也ら4年生の中軸を擁して、1部リーグ戦で2度目の優勝を果たす。続く第49回明治神宮野球大会でも決勝戦で法政大や近畿大（コールド勝ち）を破り勝ち上がってきた新興の環太平洋大を8回に小郷の適時打と伊藤のツーランで逆転し、神宮大会2度目の優勝を遂げる。
2021年春、入替戦で日本大に敗れ2部に降格。以降、2024年秋季リーグ戦現在まで2部リーグに在籍。

### 年表
- 1949年（昭和24年）同好会として発足
- 1959年（昭和34年）東都大学野球連盟準加盟2部に加入
- 1960年（昭和35年）準加盟2部春季・秋季リーグ戦に初出場
- 1963年（昭和38年）準加盟2部リーグ優勝、準加盟1部に昇格
- 1964年（昭和39年）春季リーグ戦準優勝、東都大学野球連盟3部昇格
- 1966年（昭和41年）秋季リーグ戦3部優勝、2部昇格
- 1967年（昭和42年）春季リーグ戦2部最下位、3部降格
- 1968年（昭和43年）春季リーグ戦3部優勝、2部復帰。以降は2部に定着
- 1984年（昭和59年）秋季リーグ戦2部初優勝
- 1991年（平成3年）秋季リーグ戦2部優勝
- 1992年（平成4年）秋季リーグ戦2部優勝
- 1993年（平成5年）秋季リーグ戦2部優勝、3年西口文也投手らの活躍で入替戦で東京農大に勝利し初の1部昇格
- 1994年（平成6年）春季リーグ戦1部最下位、入替戦で国士舘大に敗れ2部降格。秋季リーグ戦2部優勝、入替戦で亜細亜大に勝利し1部復帰
- 1998年（平成10年）秋季リーグ戦1部最下位、2部降格
- 1999年（平成11年）秋季リーグ戦2部優勝
- 2000年（平成12年）春季リーグ戦2部優勝
- 2005年（平成17年）春季リーグ戦2部優勝、1部復帰
- 2006年（平成18年）春季リーグ戦1部最下位、2部降格
- 2007年（平成19年）春季リーグ戦2部優勝、入替戦で専修大に勝利し1部復帰
- 2009年（平成21年）秋季リーグ戦1部初優勝、第40回明治神宮野球大会優勝。東都大学勢が神宮大会4連覇。
- 2010年（平成22年）春季リーグ戦1部最下位、2部降格
- 2014年（平成26年）春季リーグ戦2部優勝
- 2017年（平成29年）春季リーグ戦2部優勝、入替戦で専修大に勝利し1部復帰
- 2018年（平成30年）秋季リーグ戦1部2度目の優勝、第49回明治神宮野球大会優勝
- 2021年（令和3年）春季リーグ戦1部最下位の7位となり、6位の東洋大と共に入替戦に回る。2校とも2部優勝校の日本大に1点差で惜敗し2校とも2部に降格[1]。

## 本拠地
埼玉県熊谷市万吉1700
（立正大学熊谷キャンパス内野球部グラウンド）

## 記録
優勝
- 1部リーグ戦 2回
- 2部リーグ戦 11回
- 明治神宮野球大会 2回（2009年、2018年）

（2018年10月現在）

## 主な出身者

### プロ野球選手
- 野崎恒男 - 1947年生まれ
- 西口文也 - 72年生
- 広田庄司 - 75年生
- 金剛弘樹 - 現同大学監督。78年生
- 武田勝
- 吉見宏明
- 田中慎太朗 - 85年生
- 大谷尚徳
- 村上祐基 - 87年生
- 赤堀大智
- 小石博孝
- 南昌輝 - 88年生
- 大谷真徳
- 吉田裕太 - 91年生
- 黒木優太 - 94年生
- 神戸文也
- 樋口龍之介
- 広畑塁 - 95年生
- 小郷裕哉 - 96年生
- 伊藤裕季也
- 糸川亮太 - 98年生
- 立松由宇
- 奈良間大己 - 00年生

### アマチュア野球選手・関係者
- 若林重喜 - 1966年生まれ
- 坂田精二郎 - 前同大学監督。74年生
- 小山啓太 - 身体教育学者、アスレチック・トレーニング学者。群馬大学大学院医学系研究科准教授。78年生
- 林稔幸 - 79年生
- 佐伯亮 - 79年生
- 鈴木伸太朗 - 81年生
- 小手川喜常 - 85年生